# TH+ TV
TH+ TV (anteriormente, TV Thathi) é uma emissora de televisão brasileira sediada em Ribeirão Preto, cidade do estado de São Paulo. Opera no canal 32 (51 UHF digital), e pertence ao Grupo Thathi de Comunicação, que também controla as rádios Difusora FM e Rádio 79. Seus estúdios estão localizados n'A Fábrica, pólo cultural do Instituto SEB no centro da cidade, e seus transmissores estão no Alto do Ipiranga.

## História
A emissora entrou no ar em 1991 com a nomenclatura TV COC, sendo afiliada à TVE Brasil. Em 1993, desfilia-se da TVE Brasil para tornar-se afiliada à Rede Manchete. A emissora também expande seu sinal pelo interior de São Paulo, através da inauguração de uma emissora em Limeira, além da instalação de sucursais e retransmissoras em Campinas, Jundiaí e Sorocaba. Com as mudanças, passa a se denominar TV Thathi, nome em homenagem a Thalita, Thamila, Thiciana e Thiara, filhas de Chaim Zaher, proprietário da emissora.
Em 1998, a emissora deixa a Manchete e volta a transmitir a TVE Brasil. O Sistema COC inicia um projeto para a conversão da TV Thathi em emissora independente, com uma programação totalmente própria. No mesmo ano, a emissora de Limeira e as sucursais e retransmissoras de Campinas, Jundiaí, e Sorocaba são vendidas para a Central Record de Comunicação, pertencente ao empresário, fundador e bispo da Igreja Universal do Reino de Deus, Edir Macedo. Esses canais passaram a formar a atual RFTV.
Em 1 de julho de 2006, a TV Thathi muda de afiliação e migra para a TV Cultura, ampliando sua área de cobertura por meio de retransmissoras da rede paulista. Após um ano, em julho de 2007, rompe com a TV Cultura, e passa por parcerias com as emissoras NGT, Rede Brasil e SescTV. Em 9 de novembro de 2009, assina contrato de afiliação com a TV Brasil, para transmissão de 8 horas de programação da rede educativa em sua grade.
Em 28 de agosto de 2013, a então prefeita de Ribeirão Preto Dárcy Vera (PSD) é julgada em uma ação civil pública da Promotoria da Infância e Juventude e do Idoso de Ribeirão Preto, acusada de expor crianças em situação de pobreza e miséria em um quadro do programa Eu Acredito em Você, apresentado por ela na TV Thathi. Na época, a política ocupava o cargo de deputada estadual.

Logotipo da TV Thathi, usado de 2020 até 2025

A TV Thathi permaneceu afiliada à TV Brasil até 2020, quando deixou a rede e tornou-se uma emissora independente, contando com uma grade composta por programas produzidos localmente e em conjunto com emissoras de rádio irmãs.
No dia 10 de fevereiro de 2025, a emissora, assim como as suas irmãs espalhadas por São Paulo, passaram a utilizar a marca TH+, com a emissora de Ribeirão Preto adotando o nome TH+ TV. A nova nomenclatura, segundo o Grupo Thathi, reforça a conexão entre as emissoras de televisão aberta, além das rádios e do portal institucional do Grupo Thathi de Comunicação.

## Sinal digital
| Canal virtual | Canal digital | Resolução de tela | Programação                     |
| ------------- | ------------- | ----------------- | ------------------------------- |
| 32.1          | 51 UHF        | 1080i             | Programação principal da TH+ TV |

A então TV Thathi iniciou suas transmissões digitais em 20 de novembro de 2017, através do canal 32 UHF. Em 13 de março de 2019, passou a operar através do canal 51 UHF, mantendo o 32.1 como canal virtual.
Transição para o sinal digital
Com base no decreto federal de transição das emissoras de TV brasileiras do sinal analógico para o digital, a TV Thathi, bem como as outras emissoras de Ribeirão Preto, cessou suas transmissões pelo canal 32 UHF em 21 de fevereiro de 2018, seguindo o cronograma oficial da ANATEL.

## Programas
Atualmente, a TH+ TV produz ou exibe os seguintes programas:
- 22 em Campo: Jornalístico esportivo, com Igor Ramos;
- Alto Astral: Variedades, com Patrícia Penteado;
- Diálogo com Edmo Bernardes: Entrevistas, com Edmo Bernardes;
- Fala Mahal Show: Talk show, com Alex Mahal;
- Geração do Bem: Divulgação de projetos sociais, com Alessandra Mesquita;
- Hora da Verdade: Jornalístico, com Diogo Souza;
- Hora do Consumidor: Direito do consumidor, com Paulo Garde e Rodrigo Garde;
- Interação: Jornalístico, com Alessandro Maraca;
- Larga Brasa: Entrevistas, com Antonio Carlos Morandini;
- Mentoria Ribeirão: Debates, com Chaim Zaher;
- Papo de Futuro: Educação, com Leser MC e Thiciana Zaher;
- Pixel Café: Jogos eletrônicos, com João Valdevite;
- Polêmicos: Entrevistas, com Antônio Cassoni;
- Tha com Tudo: Variedades, com Júlia Baldin;
- Thathi Cidade: Jornalístico, com Orlando Pesoti;
- Thathi Esportes: Jornalístico esportivo, com Jorge Vinícius e Mariana Balan;
- Thathi Esportes 2ª Edição: Jornalístico esportivo, com Felipe Fernandes;
- Thathi Repórter: Jornalístico, com César Caparelli e José Fernando Chiavenato;

Diversos outros programas compuseram a grade da emissora, e foram descontinuados:
- 100%
- Agora em Pauta
- Bate Bola
- Conexões Ribeirão
- Decote
- Entre Mulheres
- Eu Acredito em Você
- Extações
- Gerações
- Identidade
- Jogo Limpo
- Lourenço e Lourival
- Lugares de Memória
- Metamorfose na TV
- Mistérios da Mente
- Motor Mais
- Na Linha do Tempo
- Polêmica
- Receitas com Sotaque
- Ribeirão em Movimento
- Saudade Também tem Idade
- Tempo de Vencer
- Universo Mãe
- Vinil na Tela